# نيل لينون
نيل فرانسيس لينون (بالإنجليزية : Neil Francis Lennon) (ولد 25 يونيو 1971)، لاعب كرة قدم سابق، ومدرب حالياً، إيرلندي الجنسية.
خلال مسيرته الكروية كان يمثل أندية مانشستر سيتي الإنكليزي، كرو وليستر سيتي. انتقل لينون إلى نادي سلتيك الإسكتلندي، حيث قدم أكثر من 200 مباراة، عاد إلى إنجلترا لتمثيل نوتنغهام فوريست ويكومب. لعب لينون 40 مباراة مع منتخب ايرلندا الشمالية في تسع سنوات، وسجل هدفين.
عين لينون مدرباً لنادي سلتيك مارس 2010، في البداية بصفة مؤقتة بعد رحيل توني موبراي. حقق لينون نجاحا كبيرا كمدرب سلتيك، حقق ثلاث بطولات دوري الإسكتلندي، واثنين من الكؤوس الاسكتلندية وتأهل لمرحلة المجموعات من دوري أبطال أوروبا مرتين، قبل أن يغادر النادي مايو 2014.

## نشأته
ولد لينون في مدينة لورغان التي تقع في مقاطعة أرما (إحدى المقاطعات الستة لإيرلندا الشمالية)، ودرس في مدرسة سانت مايكل النحوية في مدينته لورغان. لعب في صغره لعبة كرة القدم الغيلية وكان ذلك في مدرسته وأختير للعب في منتخب أرما للدرجات السنية في هذه اللعبة. نشأ وترعرع مشجعاً لنادي سيلتيك الإسكتلندي، ولعب كرة القدم لأول مرة مع فريق سيلتيك لورغان المحلي للشباب.

## مسيرته كلاعب
- انضم لينون لنادي غلينافون، بعد أن بلغ المباراة النهائية لكأس الحليب وظهر لأول مرة في الدوري الأيرلندي.
- انضم إلى مانشستر سيتي كمتدرب في 1987. وسجل أول ظهور له مع الفريق في مباراة بالدوري يوم 30 أبريل 1988 خارج أرض مانشستر ضد برمنغهام سيتي.
- وقع مع نادي كرو ألكسندرا في صفقة انتقال حر في شهر أغسطس 1990. وكانت أول مباراة للينون مع الفريق في 18 سبتمبر 1990 ضد ريدينغ.
- غاب بشكل كامل في موسم 1991-1992 بسبب اصابة في الظهر.
- أثار لينون إعجاب الشارع الإيرلندي بعد الفوز في أول مباراة له مع منتخب ايرلندا الشمالية في عام 1994، وبالتالي أصبح أول لاعب من نادي كرو ألكسندرا يمثل المنتخب الإيرلني من 60 عاماً في مباراة دولية كاملة ويقود منتخب بلاده للفوز. بعد خمس سنوات ونصف قضاها في نادي كرو، مثل فيها لينون النادي في 187 مباراة وسجل 18 هدفا.
- في فبراير من عام 1996، وقع لينون لنادي ليستر سيتي الإنجليزي مقابل 750,000 جنيه استرليني.
- في مايو 1996، لعب لينون مع ليستر سيتي الذي هزم كريستال بالاس 2-1 في استاد ويمبلي في نهائي مباراة فاصلة للبقاء في الدوري الإنجليزي الممتاز.
- في 16 أبريل 1997، تحصل لينون على أول ميدالية ذهبية رئيسية له عندما فاز ليستر سيتي 1-0 على ميدلسبره في نهائي كأس دوري ريبلايد.
- في يونيو 2000 بعد أن أصبح مارتن أونيل المدير الفني الجديد لنادي سيلتيك، قام بعدة محاولات للتوقيع مع لينون. أخيرا وبعد أشهر من المفاوضات المطولة مع ليستر سيتي، وبالتحديد في 6 ديسمبر عام 2000 إنضم لينون للنادي الذي يشجعه منذ الطفولة وذلك مقابل مبلغ 5.75 مليون جنيه استرليني. وفي ذلك الموسم حصل لينون على ثلاث ألقاب مع سيلتيك، وهي الفوز بالدوري الإسكتلندي الممتاز وكأس اسكتلندا وكأس دوري إسكوتلندا.
- شهدت المواسم الأربعة التالية للينون مع سيلتيك الفوز بمزيد من البطولات حيث حصل على بطولة الدوري واثنين من الكؤوس الاسكتلندية. وكان أيضا جزءا لا يتجزأ من فريق سلتيك الذي وصل إلى نهائي كأس الاتحاد الأوروبي في عام 2003، وخسر 2-3 أمام بورتو بعد الوقت الإضافي.
- في صيف عام 2005 عندما تولى جوردون ستراكان مهمة تدريب سيليك خلفاً لمارتن اونيل، قام بتقديم لينون كقائد للفريق.
- حقق لينون بطولة الدوري الرابعة في تاريخه مع سيلتيك في 5 أبريل 2006 عندما هزم سيلتيك نادي هيرتز 1-0 في باركهيد.
- في 25 أبريل 2007، أعلن لينون انه سيترك سلتيك، وفي المباراة الاخيرة له مع النادي في 26 مايو 2007 كان قائدا للفريق في نهائي كأس اسكتلندا ضد دنفرملاين اثليتيك وقاد سلتيك للفوز 1-0 وحسم الدوري وكأس السوبر.
- وقع لينون لنادي نوتنغهام فوريست عقداً لمدة عام واحد مع خيار التمديد لعام إضافي في 12 يونيو 2007. ولعب لأول مرة قائداً للفريق الذي وقع في فخ التعادل 0-0 على ارضه امام بورنموث. وغاب لمدة أسبوع عن التدريبات في نوفمبر 2007 لأسباب عائلية في اسكتلندا، وخسر مكانه في الفريق نتيجة لذلك.
- انضم لينون لنادي ويكومب في 31 يناير 2008 وترك الفريق بعد فترة قصيرة وقرر الإعتزال في 3 أبريل بعد أن عرض عليه مهمة تدريب سلتيك.

## مسيرته كمدرب
- ارتبط اسم لينون بشائعات عن تعيينه بمنصب المدير الفني الشاغر لنادي هيبرنيان بعد استقالة جون كولينز ولكن أعطيت المهمة لميكسو باتيللاينين. وكان أول تعيين للينون كمدرب مع ناديه السابق سيلتيك في 2008. وكان مدرباً للفريق الإحتياطي لنادي سيلتيك.
- بعد رحيل موبراي من سيلتيك الإسكتلندي يوم 25 مارس 2010، تم تعيين لينون كمدرب مؤقت للفترة المتبقية من موسم 2009-2010 وعين زميله السابق يوهان ميالبو مساعدا له. فاز سلتيك بجميع ما تبقى من مباريات في الدوري تحت قيادته بما في ذلك الفوز على كيلمارنوك وهيبرنيان ورينجرز، لكنه خسر 2-0 من أمام نادي روس كاونتي في كأس اسكتلندا.
- بعد هذه النتائج المبهرة وفي 9 يونيو 2010 أعطيت الثقة رسمياً للينون ليكون مدرباً لنادي سيلتيك بعد أن كان مدرباً مؤقتاً.
- في 28 يوليو في أول مباراة له كمدرب أساسي للفريق خسر سيلتيك 3-0 خارج أرضه أمام براغا في دوري أبطال أوروبا.

في موسم 2010-2011 وفي مارس 2011 تحديداً أوقف لينون ست مباريات لسوء السلوك المفرط بعد مشادة كلامية مع مساعد مدرب نادي رينجرز على خط التماس بعد مباراة أقيمت ضمن مباريات كأس اسكتلندا، وتم تخفيض القرار في وقت لاحق لاربع مباريات بعد الاستئناف.
- قاد لينون سلتيك إلى نهائي كأس رابطة الاندية الإنجليزية في فبراير 2011، لكنه خسر 2-1 امام رينجرز بعد الوقت الإضافي. وظلوا في المنافسة على لقب SPL حتى اليوم الأخير من موسم 2010-2011 عندما فاز 4-0 على ضيفه مذرويل، ولكنه انتهى بنقطة خلف رينجرز. وفاز بأول لقب له كمدرب عندما فاز سلتيك على ماذرويل 3-0 في نهائي كأس اسكتلندا بعد أسبوع.
- بعد صعوده من بداية سيئة للموسم 2011-2012 فاز لينون بجائزة SPL لأأفضل مدرب في الدوري لشهر نوفمبر 2011. وذهب النادي بعيداً في المنافسة ليفوز بالدوري الإسكتلندي الممتاز لموسم 2011-2012 وحصل لينون على جائزة أفضل مدرب في الموسم.
- تأهل سيلتيك من خلال جولتين تأهيليتين إلى دور المجموعات في دوري أبطال أوروبا 2012-2013 حيث قاد لينون سيلتيك للفوز على برشلونة بعد يوم واحد من عيد الميلاد النادي 125، وتأهل سيلتيك إلى دور الـ16 من دوري أبطال أوروبا.
- في 21 أبريل 2013، احتفظ سلتيك بلقب الدوري، وأنهى لينون الموسم من خلال قيادة سيلتيك إلى الفوز بلقبي الدوري والكأس بعد فوزه 3-0 على هيبرنيان في نهائي كأس اسكتلندا.
- تأهل سيلتيك لمرحلة المجموعات من دوري أبطال أوروبا مرة أخرى في الموسم التالي، ولكنه حقق نتائج مخيبة. .فقد فاز في مباراة واحد فقط وخرج من دور المجموعات.
- أثار لينون الإعجاب في الدوري من خلال قيادته سيلتيك للإحتفاظ بلقب الدوري للمرة الثالثة على التوالي؛ حيث لم يخسر سوى مرتين فقط طوال الموسم الذي سجل فيه 102 هدف قادته إلى طريق لقب الدوري الثالث على التوالي.
- في 22 مايو عام 2014 أعلن لينون أنه سوف يغادر سلتيك بعد أربع سنوات قضاها كمدير فني في النادي. وقال في بيان مقتضب "لقد قطعت شراكتي مع سيلتيك"، مضيفا "لدي طموح بأن أصل إلى العالمية وأبدأ في مكان آخر، النادي في موقف قوي جدا وأتمنى للنادي وجماهيره الأفضل في المستقبل.

1. ↑  Hugman، Barry J. (2005). The PFA Premier & Football League Players' Records 1946–2005. Queen Anne Press. ص. 367. ISBN:1-85291-665-6.

## روابط خارجية
- نيل لينون على موقع الاتحاد الدولي (مؤرشف)  (الإنجليزية)
- نيل لينون على موقع الاتحاد الأوربي (الإنجليزية)
- نيل لينون على موقع قاعدة بيانات كرة القدم.إي يو (الإنجليزية)
- نيل لينون على موقع ناشيونال فوتبول تيمز (الإنجليزية)
- نيل لينون على موقع Soccerbase.com (لاعب) (الإنجليزية)
- نيل لينون على موقع Soccerbase.com (مدرب) (الإنجليزية)
- نيل لينون على موقع عالم كرة القدم.نت (الإنجليزية)

| نادي سلتيك. | إسكتلندا | 25 مارس 2010 | 22 مايو 2014 | 228 | 160 | 29 | 39 | 070٫18 |